# Raymond James Brownell
Raymond James Brownell, avstralski častnik, vojaški pilot in letalski as, * 17. maj 1894, Tasmanija, † 12. april 1974.  	
Stotnik Brownell je v svoji vojaški karieri dosegel 12 zračnih zmag.

## Odlikovanja
- Military Cross (MC)
- Military Medal (MM)